# Ambjent Malta
Ambjent Malta ist eine halbstaatliche Agentur in Malta, die Nationalparks und Reservate verwaltet, soweit der maltesische Staat Eigentümer ist.

## Geschichte und Struktur
Ambjent Malta wurde im August 2018 als Nachfolger der vormaligen Direktion für Parks, Aufforstung und Landschaftspflege (P.A.R.K.) gegründet. Sie ist eine Abteilung im Ministerium für Umwelt, nachhaltige Entwicklung und Klimaschutz der Republik Malta, allerdings mit einer Doppelstellung als Behörde und als staatliche Agentur. Geleitet wird Ambjent Malta von einem Generaldirektor und zwei Direktoren (für Verschönerung und für Operatives) sowie einem Leitungsgremium (Board of Governors), dessen Vorsitzender Conrad Borg Manché ist.

## Aufgaben
Die Aufgaben von Ambjent Malta umfassen alle Bereiche des Naturschutzes auf den maltesischen Inseln. Insbesondere zählt hierzu die Unterhaltung und der Betrieb der Nationalparks, Naturschutzgebiete und öffentlicher Grünanlagen.
Ambjent Malta verwaltet den Ta’ Qali National Park, den Salina National Park und die Buskett Gardens. Ferner unterstützt sie die Argotti Botanical Gardens, Ġnien San Filippu, den Żabbar Regional Park, Ġnien L-Għarusa tal-Mosta, den Park Nazzjonali tal-Inwadar und den Majjistral Park.
Die Abteilung Valley Management Unit ist für die Pflege der Trockentäler auf den Inseln zuständig, sie hält diese frei von hinderlichem Bewuchs, Schutt und herangewehtem Müll, um bei Regenfällen den zügigen Abfluss des Niederschlagswassers zu gewährleisten.